# Les Mayfield
Pour les articles homonymes, voir Mayfield.
Les Mayfield est un producteur et réalisateur américain né à Albuquerque, Nouveau-Mexique (États-Unis) le 30 novembre 1959.

## Filmographie

### comme producteur
- 1990 : The Secrets of the Back to the Future Trilogy (TV)
- 1990 : Psychose 4 (Psycho IV: The Beginning) (TV)
- 1991 : All in the Family: 20th Anniversary Special (TV)
- 1991 : Aux cœurs des ténèbres : L'Apocalypse d'un metteur en scène (Hearts of Darkness: A Filmmaker's Apocalypse)
- 1993 : Under Pressure: Making 'The Abyss' (vidéo)
- 1993 : Spring Break '93 (TV)
- 1994 : Un chien peut en cacher un autre (The Shaggy Dog) (TV)
- 1995 : William Shatner's Star Trek Memories (vidéo)
- 1995 : The Making of 'Jurassic Park' (vidéo)
- 1995 : L'Ordinateur en folie (The Computer Wore Tennis Shoes) (TV)
- 1995 : Un vendredi de folie (Freaky Friday) (TV)
- 1995 : Le Mystère de la montagne ensorcelée (Escape to Witch Mountain) (TV)
- 1995 : Pieds nus dans la jungle des studios (The Barefoot Executive) (TV)
- 1996 : Encino Woman (TV)
- 1996 : Les Héros de Cap Canaveral (The Cape) (série télévisée)
- 1997 : Le Fantôme d'Halloween (Tower of Terror) (TV)
- 1997 : Choupette la coccinelle (The Love Bug) (TV)
- 1998 : Les Nouveaux Robinson (en) (Beverly Hills Family Robinson) (TV)
- 2000 : The Making of 'Terminator 2: 3-D' (TV)

### comme réalisateur
- 1984 : 2010: The Odyssey Continues
- 1987 : The China Odyssey: 'Empire of the Sun', a Film by Steven Spielberg (TV)
- 1992 : California Man (Encino Man)
- 1994 : Miracle sur la 34e rue (Miracle on 34th Street)
- 1997 : Flubber
- 1999 : Flic de haut vol (Blue Streak)
- 2001 : American Outlaws
- 2005 : Le Boss (The Man)
- 2007 : Nom de Code : Le Nettoyeur (Code Name : The Cleaner)